# Back Salina
Back Salina – miejscowość w Turks i Caicos na Grand Turk Island; 1 700 mieszkańców (2006). Przemysł spożywczy, ośrodek turystyczny.